# Álvaro de Bazán
Álvaro de Bazán (Granada, 1526. december 12. – Lisszabon, 1588. február 9.) spanyol admirális, Santa Cruz márkija volt, aki az 1571-es Lepantói csatában a Szent Liga hajóhadának tartalékát vezette, később pedig részt vett a spanyol Armada felállításában.
Apja haditengerészeti parancsnok volt, így már fiatalon csatlakozott a flottához, és részt vett a franciák, a törökök és a mórok elleni harcokban a Földközi-tengeren. Folyamatosan haladt felfelé a szamárlétrán, és 1569-ben Santa Cruz márkija lett. A lepantói csatában a tartalékot irányította, és fontos szerepet játszott a győzelemben.
1580-ban részt vett Portugália meghódításában, majd három évvel később megverte a túlerőben lévő francia hajóhadat a Ponta Delgada-i csatában. A győzelem után kivégeztette az összes francia hadifoglyot, ami ellen még saját emberei is tiltakoztak. II. Fülöp spanyol király ennek ellenére kinevezte a spanyol flotta legfőbb parancsnokának.
Álvaro de Bazán a csata után kezdte szorgalmazni az uralkodónál Anglia invázióját. 1583. augusztus 9-én a királynak írt levelét tekintik ma az első lépésnek a nagy Armada kialakítása felé. II. Fülöp megbízta őt az inváziós erő vezetésével. A márki Lisszabonban kezdte meg a hajóhad felállítását. Az ember- és nyersanyaghiány, valamint az angol támadások ellenére csaknem az egész flottát felállította, mielőtt 1588-ban meghalt. A hajóhad irányításával Medina-Sidonia herceget bízták meg, aki nem értett a tengeri hadviseléshez.